# Sihor
Sihor è una suddivisione dell'India, classificata come municipality, di 46.943 abitanti, situata nel distretto di Bhavnagar, nello stato federato del Gujarat. In base al numero di abitanti la città rientra nella classe III (da 20.000 a 49.999 persone).

## Geografia fisica
La città è situata a 21° 41' 60 N e 71° 58' 0 E e ha un'altitudine di 59 m s.l.m..

## Società

### Evoluzione demografica
Al censimento del 2001 la popolazione di Sihor assommava a 46.943 persone, delle quali 24.993 maschi e 21.950 femmine. I bambini di età inferiore o uguale ai sei anni assommavano a 6.577, dei quali 3.574 maschi e 3.003 femmine. Infine, coloro che erano in grado di saper almeno leggere e scrivere erano 31.040, dei quali 18.387 maschi e 12.653 femmine.